# Curio (Ticino)
Curio é uma comuna da Suíça, no Cantão Tessino, com cerca de 535 habitantes. Estende-se por uma área de 2,84 km², de densidade populacional de 188 hab/km². Confina com as seguintes comunas: Aranno, Astano, Bedigliora, Iseo, Neggio, Novaggio, Pura, Sessa, Vernate.
A língua oficial nesta comuna é o Italiano.